# Isabel de Brunswick-Grubenhagen
Isabel de Brunswick-Grubenhagen (en danés, Elisabeth af Braunschweig-Grubenhagen; Einbeck, 14 de abril de 1550-Østerholm, 11 de febrero de 1586) fue la primera esposa del duque Juan II de Schleswig-Holstein-Sonderburg, hijo del rey Cristián III de Dinamarca y Noruega, y de su esposa, Dorotea de Sajonia-Lauenburgo.

## Biografía
Isabel era la única hija del duque Ernesto III de Brunswick-Grubenhagen y de su esposa, la duquesa Margarita de Pomerania.

## Matrimonio e hijos
Isabel se casó con el duque Juan II de Schleswig-Holstein-Sonderburg el 19 de agosto de 1568.
De esta unión nacieron catorce hijos:
- Dorotea (1569-1593), casada en 1589 con el duque Federico IV de Legnica (fallecido en 1596).
- Cristián (1570-1633), duque de Schleswig-Holstein-Sonderburg-Ærø.
- Ernesto (1572-1596), murió asesinado.
- Alejandro (1573-1627), duque de Schleswig-Holstein-Sonderburg.
- Augusto (1574-1596), murió asesinado.
- María (1575-1640), abadesa de Itzehoe.
- Juan Adolfo (1576-1624), duque de Schleswig-Holstein-Sonderburg-Norburg.
- Ana (1577-1616), casada en 1601 con el duque Bogislao XIII de Pomerania-Barth (fallecido en 1606).
- Sofía (1579-1618), casada en 1607 con el duque Felipe de Pomerania-Barth (fallecido en 1618).
- Isabel (1580-1653), casada en 1625 con el duque Bogislao XIV de Pomerania (1580-1637).
- Federico (1581-1658), duque de Schleswig-Holstein-Sonderburg-Norburg. Casado en 1627 con Juliana de Sajonia-Lauenburgo (hija del duque Francisco II de Sajonia-Lauenburgo). Al enviudar, se casó con Leonor de Anhalt-Zerbst (1608-1681), hija del príncipe Rodolfo de Anhalt-Zerbst.
- Margarita (1583-1638), casada en 1603 con el conde Juan II de Nassau-Siegen (fallecido en 1623).
- Felipe (1584-1663), duque de Schleswig-Holstein-Sonderburg-Glücksburg y fundador de la segunda rama de la familia.
- Alberto (1585-1613).

## Categorías
- Datos: Q7828080
- Multimedia: Elisabeth of Brunswick-Grubenhagen / Q7828080